# Tipula sulphurea
Tipula sulphurea är en tvåvingeart. Tipula sulphurea ingår i släktet Tipula och familjen storharkrankar.

## Underarter
Arten delas in i följande underarter:
- T. s. jacksonensis
- T. s. sulphurea